# 余志诚
余志诚（1963年7月8日—），中国前男子跨栏运动员。他曾参加1984年夏季奥运会和1988年夏季奥运会跨栏比赛，还曾获得1986年亚洲运动会和1990年亚洲运动会男子110米栏金牌。